# Челебадзе, Георгий Ревазович
Гео́ргий Челеба́дзе (груз. გიორგი რევაზის ძე ჩელებაძე; 1 января 1992, Кобулети, Грузия) — грузинский футболист, нападающий.

## Биография
Сын советского футболиста Реваза Челебадзе. Начинал играть в футбол в спортивной школе города Кобулети. Первый тренер — Мераб Мжаванадзе. Выступал за команду 35-й школы (Тбилиси). На взрослом уровне дебютировал в составе «Динамо» из Батуми. В его составе он дебютировал в 15 лет. В 2010 году перешел в одесский «Черноморец», но дебютировать за основу ему удалось уже после вылета «моряков» из Премьер-Лиге. В феврале 2011 года форвард перешел в российский клуб ФНЛ «Факел» (Воронеж). За команду он провел только две игры. В конце августа 2011 года нападающий заключил контракт на полгода с «Рубином». За это время ему не удалось пробиться в основу команды, после чего Челебадзе вернулся на родину. В Грузии он выступал за коллективы Эровнули лиги «Шукуру» и «Дилу».
Летом 2019 года Челебадзе попытался вернуться в ФНЛ, заключив вместе со своим соотечественником Лукой Звиададзе соглашение с «Мордовией». Однако из-за запрета РФС на регистрацию новичков саранчане не смогли заявить их на сезон. Грузинские легионеры только тренировались с командой и сыграли за нее только в зимнем товарищеском турнире Кубок ФНЛ.
Летом 2020 года Челебадзе проходил просмотр в ивановском «Текстильщике».

## Сборная
Вызывался в расположение юношеских сборных Грузии. Вместе с ними участвовал в рамках отборочного этапа Чемпионата Европы. Позднее привлекался в ряды молодежной сборной страны.

## Достижения
- Бронзовый призер чемпионата Грузии (1): 2015/2016.